# Tom Pelayo
Tom Pelayo, né le 23 février 1997 à Lesquin près de Lille, est un handballeur professionnel français.
Il mesure 1,90 m et pèse 95 kg. Gaucher, il joue au poste d'arrière droit ou parfois de demi-centre. Après onze ans au Dunkerque HGL, il rejoint le club roumain du Dinamo Bucarest en 2025.

## Biographie
Originaire de Lille et formé au Mélantois Handball à Ronchin, Tom Pelayo intègre en 2014 le centre de formation du Dunkerque Handball Grand Littoral. Très rapidement, il joue ses premiers matchs avec l'équipe professionnelle à 17 ans et signe son premier contrat professionnel au sein du club nordiste en 2017. Fidèle à son département d'origine, il porte le numéro 59. 
Au terme de la saison 2023-2024, il termine deuxième meilleur buteur du championnat de France avec 216 buts. En mai 2025, il atteint la barre symbolique des 1000 buts marqués en Ligue nationale de handball, avec 62 % de réussite au tir. Il termine la saison meilleur buteur et est élu meilleur arrière droit du championnat.
Apparaissant fréquemment dans les listes élargies de l'équipe de France, il y est convoqué pour la première fois en mai 2025 au profit d'une large revue d'effectif de Guillaume Gille.
Le 7 mai 2025, il honore sa première sélection en équipe de France face à la Suède lors d'un match comptant pour l'EHF Euro Cup (en). Il remporte avec l'EDF, l'EHF Euro Cup. 
À l'été 2025, le capitaine de l'Dunkerque Handball Grand Littoral rejoint le club roumain du Dinamo Bucarest.

## Palmarès

### En club
- Finaliste de la Coupe de France en 2019

### En équipe nationale
Équipes de France jeunes et junior
- médaille d'or au championnat du monde jeunes 2015
- médaille de bronze au championnat d'Europe junior 2016
- médaille de bronze au championnat du monde junior 2017

Équipe de France A
- médaille d'or à l'EHF Euro Cup (en) en 2025

### Distinctions individuelles
- meilleur buteur du Championnat de France 2024-2025
- élu meilleur arrière droit du Championnat de France 2024-2025